# Seznam českých šlechtických rodů, V
Tento seznam obsahuje výčet šlechtických rodů, které byly v minulosti spjaty s Českým královstvím Podmínkou uvedení je držba majetku, která byla v minulosti jedním z hlavních atributů šlechty, případně, zejména u šlechty novodobé, jejich služby ve státní správě na území Českého království či podnikatelské aktivity. Platí rovněž, že u šlechty, která nedržela konkrétní nemovitý majetek, jsou uvedeny celé rody, tj. rodiny, které na daném území žily alespoň po dvě generace, nejsou tudíž zahrnuti a počítáni za domácí šlechtu jednotlivci, kteří zde vykonávali pouze určité funkce (politické, vojenské apod.) po přechodnou či krátkou dobu. Nejsou rovněž zahrnuti církevní hodnostáři z řad šlechty, kteří pocházeli ze šlechtických rodů z jiných zemí.

## V
- Valderodové z Eckhausenu
- Valdštejnové
- Valečovští z Valečova a Kněžmostu[1]
- Vamberští z Rohatec[1]
- Vamberští z Chrastu[1]
- Vančurové z Řehnic
- Varlichové z Bubna
- Vartenberkové
- Velišovští z Velišova
- Velflové z Varnsdorfu[1]
- z Velhartic
- Verdenberkové
- Verdugové
- Vernierové
- Vesečtí z Vesce
- Věžníkové z Věžník
- z Vildenberka
- Vidršpergárové z Vidršpergu
- Villaniové de Castelo Pilonico[2]
- Vítkovci
- Vítové ze Rzavého[1]
- Vlkánovští z Vlkánova[1]
- Vojkovští z Milhostic
- Vojkovští z Vojkova
- Voračičtí z Paběnic
- Vořikovští z Kunratic
- Vostrovští ze Skalky[1]
- Votičtí z Votic
- Vratislavové z Mitrovic
- Vraždové z Kunvaldu
- z Vrbna
- Vrchotičtí z Loutkova
- Vršovci
- z Vrtby
- Vřesovští z Vřesovic